# Balanophyllia eguchi
Espèce
Balanophyllia eguchi est une espèce de coraux appartenant à la famille des Dendrophylliidae. Selon la base de données WoRMS cette espèce correspond à Cladopsammia eguchii Wells, 1982.